# 總統緊急行動中心
总统紧急行动中心（英語：Presidential Emergency Operations Center）是位于美國白宫的东翼下方的建筑。由富兰克林·德拉诺·罗斯福总统在第二次世界大战期间设立，用于在紧急情况下为总统提供一个紧急避难所。建筑内部配备有现代化的通讯设备，包括电视和电话。在白宫安全受到威胁时，包括华盛顿特区防空识别区（P-56领空）受到侵犯时，总统和其他受保护者将被安置到紧邻行动中心的行政简报室。该总统紧急行动中心由军官和军士全天24小时守卫。

## 历史

### 2001年9月11日
在911恐怖袭击期间，副总统迪克·切尼及其他正在白宫办公室内的所有人员被疏散到PEOC。袭击发生时，布什总统正在佛罗里达州。

### 2020年5月29日
2020年5月29日晚，白宫门口举行了乔治·弗洛伊德的抗议活动，在活动开始前特勤局特工将特朗普总统转移到了 PEOC。在新闻报道了他的地堡之行后，特朗普要求官员们找到并起诉那些向媒体透露信息的人。

## 在流行文化中的影响
总统紧急行动中心的戏剧化版本出现在2010年电影《特务间谍》 、2017年电视剧《纸牌屋》的第五季、2013年的电影《全面攻占：倒数救援》、《惊天危机》和电视剧《24》的第六季。